# عصر ظلمت (فیلم)
عصر ظلمت (فرانسوی: L'Âge des ténèbres‎) فیلمی در ژانر درام و کمدی-درام به کارگردانی دنیس آرکند است که در سال ۲۰۰۷ منتشر شد. عصر ظلمت در بخش خارج از مسابقه شصتمین دوره جشنواره فیلم کن در سال ۲۰۰۷ حاضر بود و به عنوان فیلم اختتامیه به نمایش درآمد.

## بازیگران
- دیانه کروگر
- ایما دکون
- روفس وین‌رایت
- دونالد ساترلند
- برنار پیو
- مونیا شکری